# César (uva)
César o Romano, es una antigua variedad de uva francesa originaria del noreste de Borgoña, en la AOC Irancy, con la cual se producen vinos que normalmente se mezclan con Pinot Noir.  

## Historia
El nombre Romano o César noir hace referencia a que la uva fue introducida en Borgoña en el 52 Antes de Cristo por legionarios romanos. Sin embargo, rastros de ADN han demostrado que es el resultado de un cruce entre Pinot Noir y Argant, y esto ocurrió siglos después de la llegada de Julio César y sus legiones.

## Distribución y vinos
Gran parte de la variedad César se encuentra en el Yonne, en Chablis y en la Borgoña sureste. Sin embargo, en 1998 se localizaron más de cinco hectáreas de César (Romano) en la Región del Maule (Chile), donde actualmente se efectúa el rescate de esta variedad que ha estado presente por más de cien años en el país sudamericano.

## Vinos y viticultura
César es una variedad de brote temprano, lo que lo hace muy vulnerable a las heladas en Borgoña. También es susceptible al oidio. En Chile presenta mucho vigor y se ha adaptado bien al clima de la zona centro y sur de Chile, desde el Valle del Maipo hasta el Maule, Talca. En Francia se encuentra regulado su uso en la AOC Irancy, y puede mezclarse sólo con un 10% al Pinot Noir. En Chile, existe un solo ejemplar que se mezcla un 90% de Romano y un 10% carménère. Existen un naciente interés por llevarlo a varietal en el Valle de Colchagua.

## Sinónimos
Céear, Céelar, Célar, Gros Monsieur, Gros noir, Picargneau, Picargniol, Picargniot, Picarniau, Picorneau, Romain, Romano, Ronçain, César noir,  Hureau, Lombard